# Осисака-но Хикохито-но Оэ-но Мико
Осисака-но Хикохито-но Оэ-но Мико (556-?) — член японской императорской семьи периода Асука. Был первым сыном императора Бидацу и матерью ему была Хиро-химэ, дочь Окинага-но Мате-но Окими.
Он был отцом императора Дзёмэй и Чину-но Окими. После смерти императора Ёмэй в 587 году его сделали наследником трона, но клан Сога выступил против, и в исторических документах больше не упоминается дальнейшая деятельность Осисака-но Хикохито-но Оэ-но Мико. Предполагается, что его убили представители клана Сога.
Похоронен в Нараи-но Хака.